# Сюйлиху
Сюйлиху (кит. упр. 呴犁湖, пиньинь Xūlíhú, у Гумилёва Гюйлиху) — шаньюй хунну с 102 года до н. э. по 101 год до н. э.. Сын Ичжисе. В недолгое правление смог провести удачное наступление на китайскую границу.

## Правление
В своё короткое правление почти не проявил себя. Когда в Китае узнали о смерти Ушилу, был послан гуанлу (пограничный чиновник) Сю Цзывэй с приказом выступить из Уюаня и построить форты в земле хунну, тем самым сдвинув границу на север. Генерал (Юцзи Цзянцзюнь) Хань Юэ и князь (чанпинхоу) Вэй Кан заняли эти форты. Генерал (Цянну Дуюй) Лу Бодэ начал строительство на озере Цзюйяньцзэ.
Сюйлиху ответил крупным набегом на Динсянь и Юньчжун, пленил много людей, убил чиновников, разграбил запасы серебра и сжег новые форты. В это время западный чжуки-князь напал на Цзюцюань и Чжанъе и пленил много людей, но Жэнь Вэнь отбил у него всю добычу. Шаньюй узнал, что из похода на Давань возвращается Ли Гуанли Эршинский с победой. Хунну безрезультатно пытались задержать его. Зимой Сюйлиху решил осаждать Шоусянчэн, но заболел и умер. Поскольку прямой наследник Модэ, сын Ушилу был еще ребёнком, хунну, ожидая войны с Китаем, провозгласили младшего брата великого восточного дуюя Шаньюем Цзюйдихоу.